# Катрінегольм (комуна)
Комуна Катрінегольм (швед. Katrineholms kommun) — адміністративно-територіальна одиниця місцевого самоврядування, що розташована в лені Седерманланд у центральній Швеції. 
Катрінегольм 98-а за величиною території комуна Швеції. Адміністративний центр комуни — місто Катрінегольм.

## Населення
Населення становить 32 440 чоловік (станом на вересень 2012 року). 
| Кількість населення комуни Катрінегольм за 1970-2010 роки | Кількість населення комуни Катрінегольм за 1970-2010 роки | Кількість населення комуни Катрінегольм за 1970-2010 роки | Кількість населення комуни Катрінегольм за 1970-2010 роки | Кількість населення комуни Катрінегольм за 1970-2010 роки |
| --------------------------------------------------------- | --------------------------------------------------------- | --------------------------------------------------------- | --------------------------------------------------------- | --------------------------------------------------------- |
| Рік                                                       |                                                           |                                                           | Населення                                                 |                                                           |
| 1970                                                      | 1970                                                      |                                                           | 32 770                                                    | 32 770                                                    |
| 1975                                                      | 1975                                                      |                                                           | 32 635                                                    | 32 635                                                    |
| 1980                                                      | 1980                                                      |                                                           | 32 277                                                    | 32 277                                                    |
| 1985                                                      | 1985                                                      |                                                           | 31 889                                                    | 31 889                                                    |
| 1990                                                      | 1990                                                      |                                                           | 32 764                                                    | 32 764                                                    |
| 1995                                                      | 1995                                                      |                                                           | 33 262                                                    | 33 262                                                    |
| 2000                                                      | 2000                                                      |                                                           | 32 370                                                    | 32 370                                                    |
| 2005                                                      | 2005                                                      |                                                           | 32 185                                                    | 32 185                                                    |
| 2010                                                      | 2010                                                      |                                                           | 32 428                                                    | 32 428                                                    |
| Джерело: SCB                                              |                                                           |                                                           |                                                           |                                                           |

## Населені пункти
Комуні підпорядковано 9 міських поселень (tätort) та низка сільських, більші з яких:
- Катрінегольм (Katrineholm)
- Бйорквік (Björkvik)
- Юло-кварн (Djulö kvarn)
- Форсше (Forssjö)
- Шелдінґе (Sköldinge)
- Стронґше (Strångsjö)
- Валла (Valla)
- Есчепінг (Äsköping)

## Міста побратими
Комуна підтримує побратимські контакти з такими муніципалітетами:
- Комуна Веннесла, Норвегія
- Сало, Фінляндія
- Оддерс, Данія
- Ржев, Росія
- Гальфер, Німеччина
- Кегтна, Естонія
- Сен-Сір-сюр-Луар, Франція

## Галерея

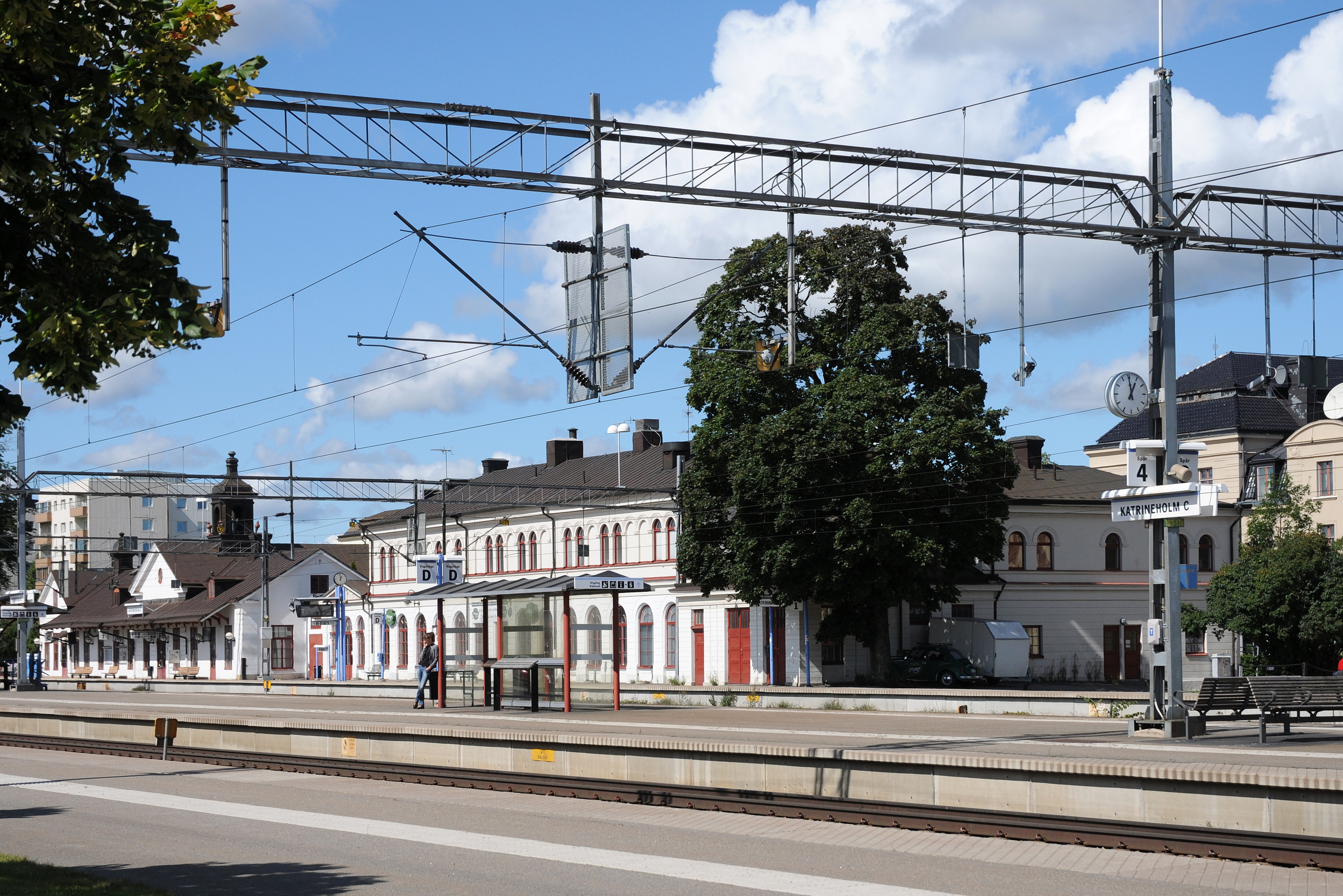
Залізничний вокзал Катрінегольм
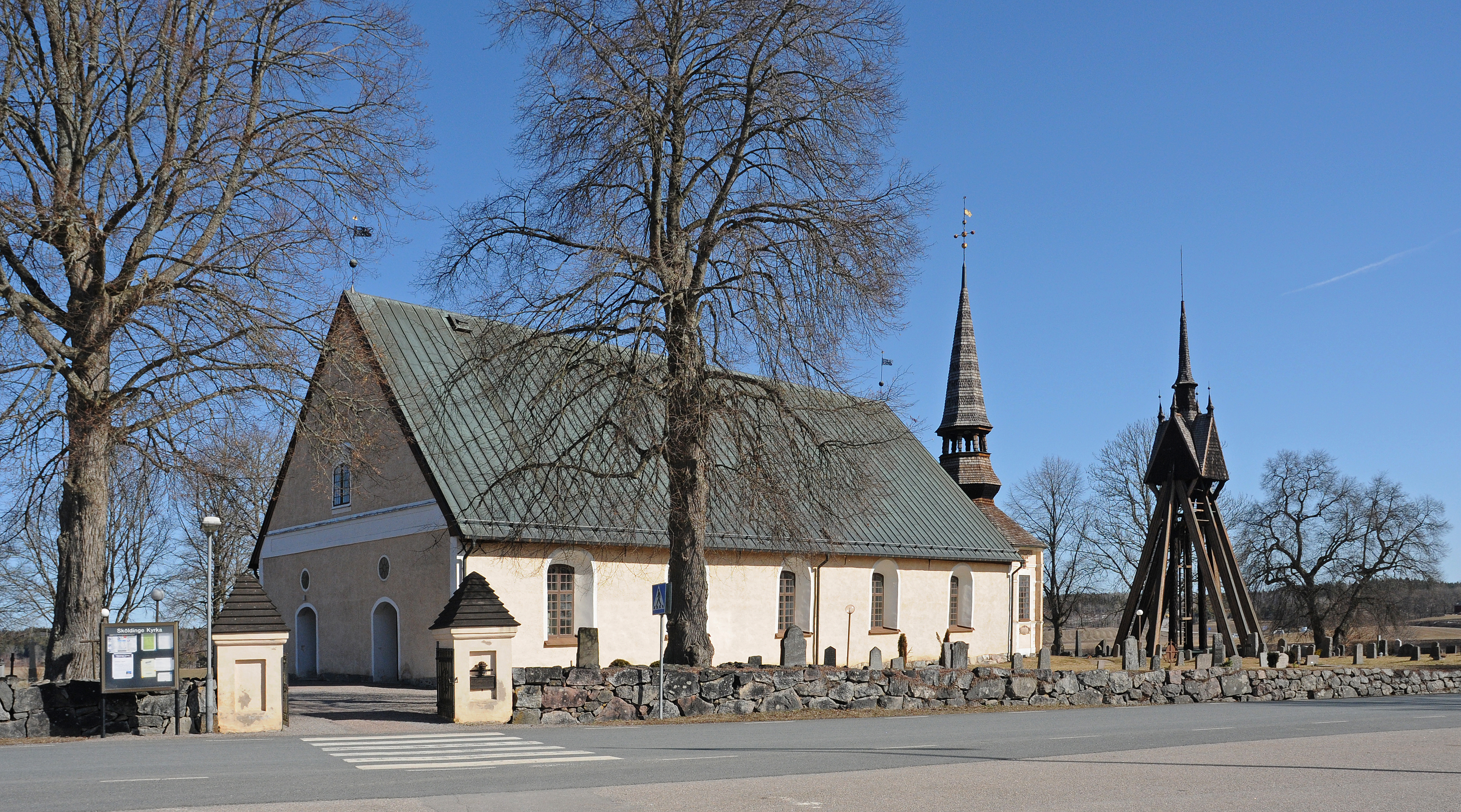
Церква (Шельдінґе)
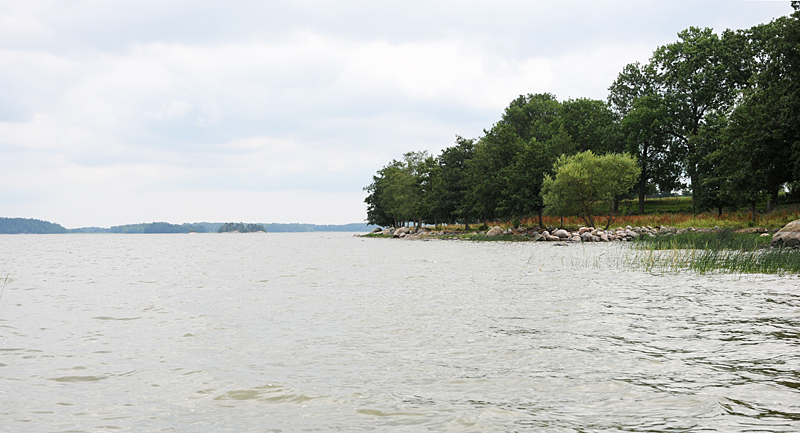
Озеро Інґарен
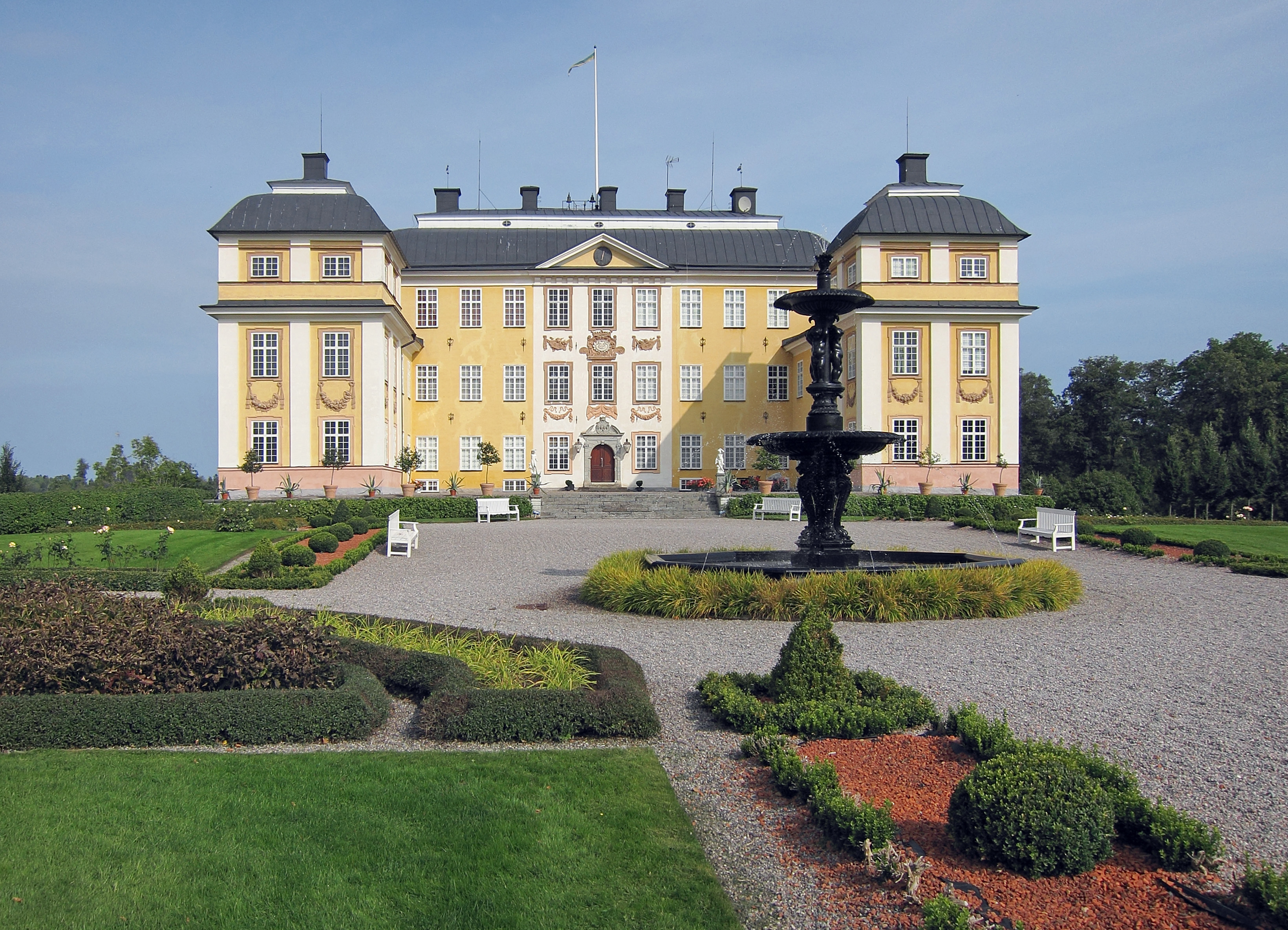
Замок Еріксберґс

## Виноски
1. ↑  Andersson P. Sveriges kommunindelning 1863-1993 — Mjölby: Draking, 1993. — 132 с. — ISBN 978-91-87784-05-7
2. ↑  Folkmangd i riket, lan och kommuner (шв.) . Центральне бюро статистики Швеції. Архів оригіналу за 20 серпня 2013. Процитовано 14 лютого 2013.